# Mai-Ndombe tartomány
A Mai-Ndombe tartomány a Kongói Demokratikus Köztársaság 2005-ös alkotmánya által létrehozott közigazgatási egység. Az alkotmány 2009. február 18-án, 36 hónappal az alkotmányt elfogadó népszavazás után lépett hatályba. Az új alkotmány a jelenlegi Bandundu tartományt négy részre osztja, melyeknek egyike Mai-Ndombe tartomány, Bandundu jelenlegi körzete. A tartomány az ország nyugati részén fekszik a fővárosi körzettől északkeletre. Fővárosa Inongo. A tartomány nemzeti nyelve a lingala.

## Története
- 1962. augusztus 14., Létrejön a Mai-Ndombe tartomány az egykori Léopoldville tartományból;
- 1966. április 25., Mai-Ndombe a Bandundu tartomány része lesz;
- 2009. február 18., az új alkotmány értelmében újra önálló tartomány lesz.

## A tartományi kormányok vezetői
Elnökök (1965-től kormányzók)
- 1962. december 8. - 1963. december, Victor Kumoriko
- 1963. szeptember 23. - 1963. október 11., V. Bola (a lázadók kormánya)
- 1964. január – 1964. december, Gabriël Zangabie
- 1965. július 27. - 1966. április 25., Daniël Mongiya

## Területi felosztása
A tartomány körzetei az új alkotmány szerint:
- Oshwe
- Mushie
- Kutu
- Kiri
- Inongo
- Bolobo